# Équipe du Danemark des moins de 19 ans de football
Cet article traite de l'équipe masculine. Pour l'équipe féminine, voir Équipe du Danemark féminine de football des moins de 19 ans.
Maillots
L'équipe du Danemark de football des moins de 19 ans ou U19 est constituée par une sélection des meilleurs joueurs danois de moins de 19 ans.

## Histoire
L'équipe du Danemark des moins de 18 ans est fondée en 1950 et devient l'équipe du Danemark des moins de 19 ans en 2001.
La sélection danoise ne s'est jamais qualifiée pour la coupe du monde des moins de 20 ans. Elle s'est en revanche qualifiée à neuf reprises pour le championnat d'Europe des moins de 18/19 ans, mais a échoué à chaque fois à passer la phase de groupes. Sa dernière participation remonte à 2001.
Son meilleur résultat en 1988 (8e) s'explique par l'absence de phase de groupes dans le championnat ; cette huitième place correspond en réalité à la dernière place.

## Entraîneurs
- 1970–1973:  Bent Dahl
- 1973–1975:  Poul Erik Bech
- 1975–1976:  Kai Arne Nielsen
- 1976–1980:  Kaj Christensen
- 1980–1981:  Hans Brun Larsen
- 1982–1986:  Per Simonsen
- 1986–1991:  Per Andersen
- 1992:  Jan B. Poulsen
- 1993:  Flemming Serritslev
- 1994–2012:  Per Andersen
- 2012–2013: Thomas Frank
- 2013–:  Bent Christensen Arensøe

## Effectif

### Sélection actuelle
Les joueurs suivants ont été appelés pour disputer les éliminatoires du Championnat d'Europe de football des moins de 19 ans 2022 lors des matches face à la Géorgie, le Monténégro et l'Angleterre les 21, 24 et 27 septembre 2022.
Gardiens
- Magnus Worsøe Nielsen
- William Lykke

Défenseurs
- Gustav Mortensen
- Kaare Barslund
- Mikkel Rosleff Fischer
- Oliver Svendsen
- Patrick Chinazaekpere Dorgu
- Pontus Texel

Milieux
- Batuhan Zidan Sertdemir
- Filip Bundgaard
- Mads Enggård
- Sanders Ngabo
- Silas Andersen
- Tobias Storm
- William Clem

Attaquants
- Alexander Lyng
- Asbjørn Bøndergaard
- Charly Nouck Horneman
- Gustav Ørsøe Christensen
- Oliver Ross

Selectionneur :  Jens Fønsskov Olsen